# Primera dama de los Estados Unidos
La primera dama de los Estados Unidos (en inglés: First Lady of the United States; acrónimo: FLOTUS) es el título que ostenta la anfitriona de la Casa Blanca, generalmente la esposa del presidente de los Estados Unidos, concurrente con el ejercicio de su cargo. Aunque el papel de la primera dama nunca ha sido codificado, ni definido oficialmente, ocupa un lugar destacado en la vida política y social de los Estados Unidos. Desde principios del siglo XX, la primera dama ha sido asistida por personal oficial, ahora conocido como la Oficina de la primera dama y con sede en el ala este de la Casa Blanca.
Melania Trump es la primera dama actual, como esposa del 47.º presidente de los Estados Unidos, Donald Trump.
Si bien el título no fue de uso general hasta mucho más tarde, se considera que Martha Washington, la esposa de George Washington, el primer presidente de los Estados Unidos (1789-1797), es la primera dama inaugural de los Estados Unidos. Durante su vida, a menudo se la llamaba Lady Washington.
Desde la década de 1790, el papel de primera dama ha cambiado considerablemente. Ha llegado a incluir participación en campañas políticas, gestión de la Casa Blanca, defensa de causas sociales y representación del presidente en ocasiones oficiales y ceremoniales. Como las primeras damas suelen publicar sus memorias, que se consideran fuentes potenciales de información adicional sobre las administraciones de sus maridos, y debido a que el público está interesado en estas mujeres cada vez más independientes por derecho propio, las primeras damas siguen siendo un foco de atención mucho tiempo después de que los mandatos de sus maridos han terminado. Además, a lo largo de los años, las primeras damas de forma individual han tenido influencia en una variedad de sectores, desde la moda hasta opiniones sobre políticas públicas. Históricamente, si un presidente no está casado o es viudo, el presidente generalmente le pide a una pariente o amiga que actúe como anfitriona de la Casa Blanca.
Al día de hoy, ninguna mujer ha ocupado el puesto de presidente. Si bien, una mujer presidenta podría, en teoría, ser su propia anfitriona oficial, no está claro cuál sería el título que se le daría al esposo de la presidenta, quien también podría desempeñar el rol de anfitrión de la Casa Blanca. En cambio, sí hubo numerosas mujeres gobernadoras; en estos casos, sus esposos han sido llamados "primer caballero" (first gentleman).
A la fecha, sobreviven cuatro ex primeras damas: Hillary Clinton (esposa de Bill Clinton), Laura Bush (esposa de George W. Bush), Michelle Obama (esposa de Barack Obama) y Jill Biden (esposa de Joe Biden).

## Origen del título

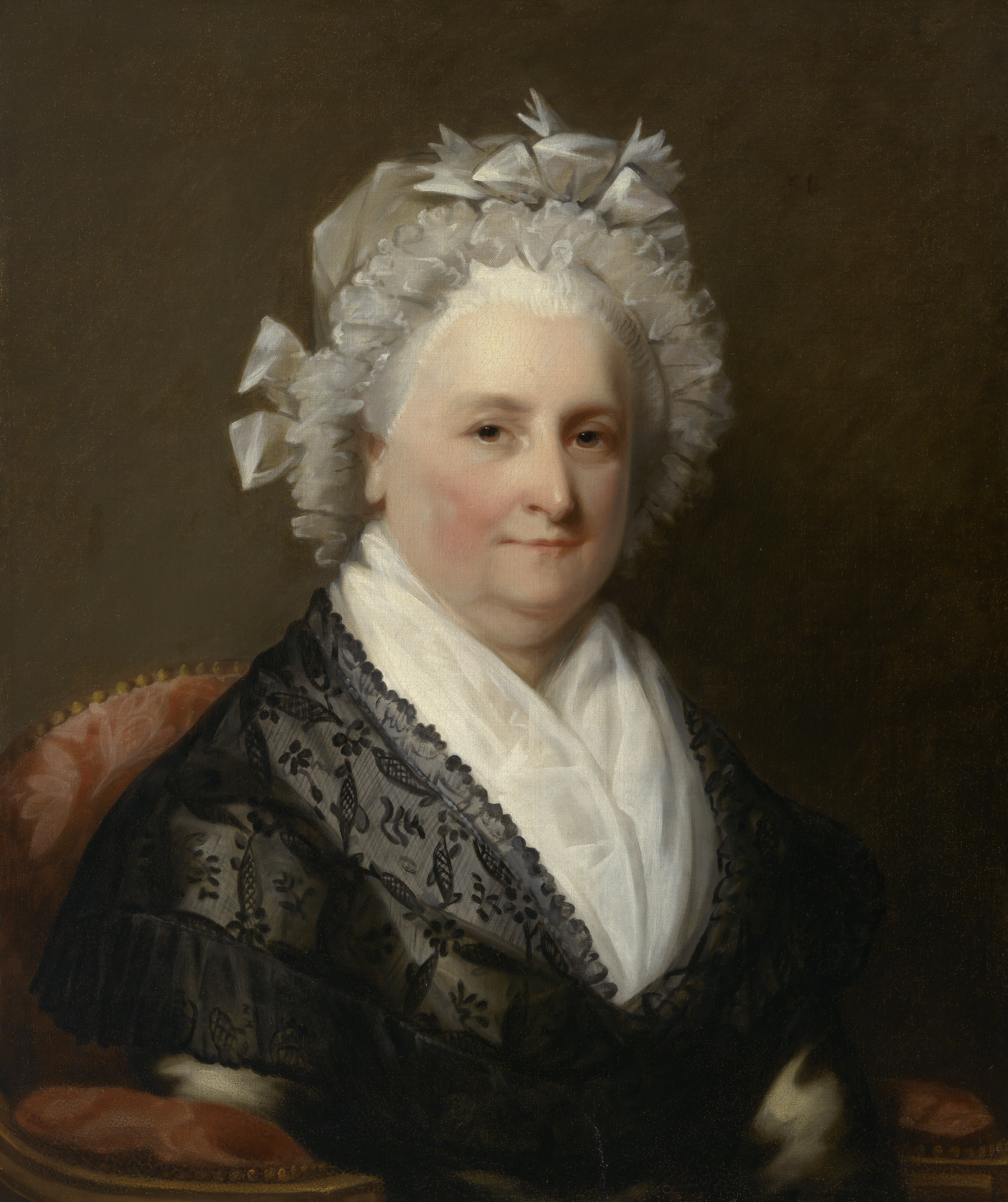
Martha Washington, llamada "Lady Washington" durante la presidencia de su marido, aprox. en 1825; la pintura se encuentra en la National Portrait Gallery.

El uso del título primera dama para describir a la cónyuge o anfitriona de quien ejerce un cargo ejecutivo comenzó en los Estados Unidos. En los primeros días de la república, no existía un título generalmente aceptado para la esposa del presidente. Muchas primeras damas expresaron su propia preferencia por la forma en la que se las debía tratar, incluido el uso de títulos como "Dama o Señora" ("Lady"), "Señora Presidenta" ("Mrs. President") y "Señora Presidentesa" ("Mrs. Presidentress"); Martha Washington, por ejemplo, era llamada a menudo "Lady Washington". Precisamente uno de los primeros usos del término "primera dama" se le adjudicó a ella en un artículo de periódico de 1838 que apareció en el St. Johnsbury Caledonian, en donde la autora, la "Sra. Sigourney", abordaba cómo Martha Washington no había cambiado, incluso después de que su esposo George se convirtiera en presidente. Escribió: "La primera dama de la nación aún conservaba los hábitos de sus primeros años. Sin dejarse llevar por la indolencia, dejaba la almohada al amanecer y, después del desayuno, se retiraba a su habitación durante una hora para estudiar las Escrituras y la devoción."

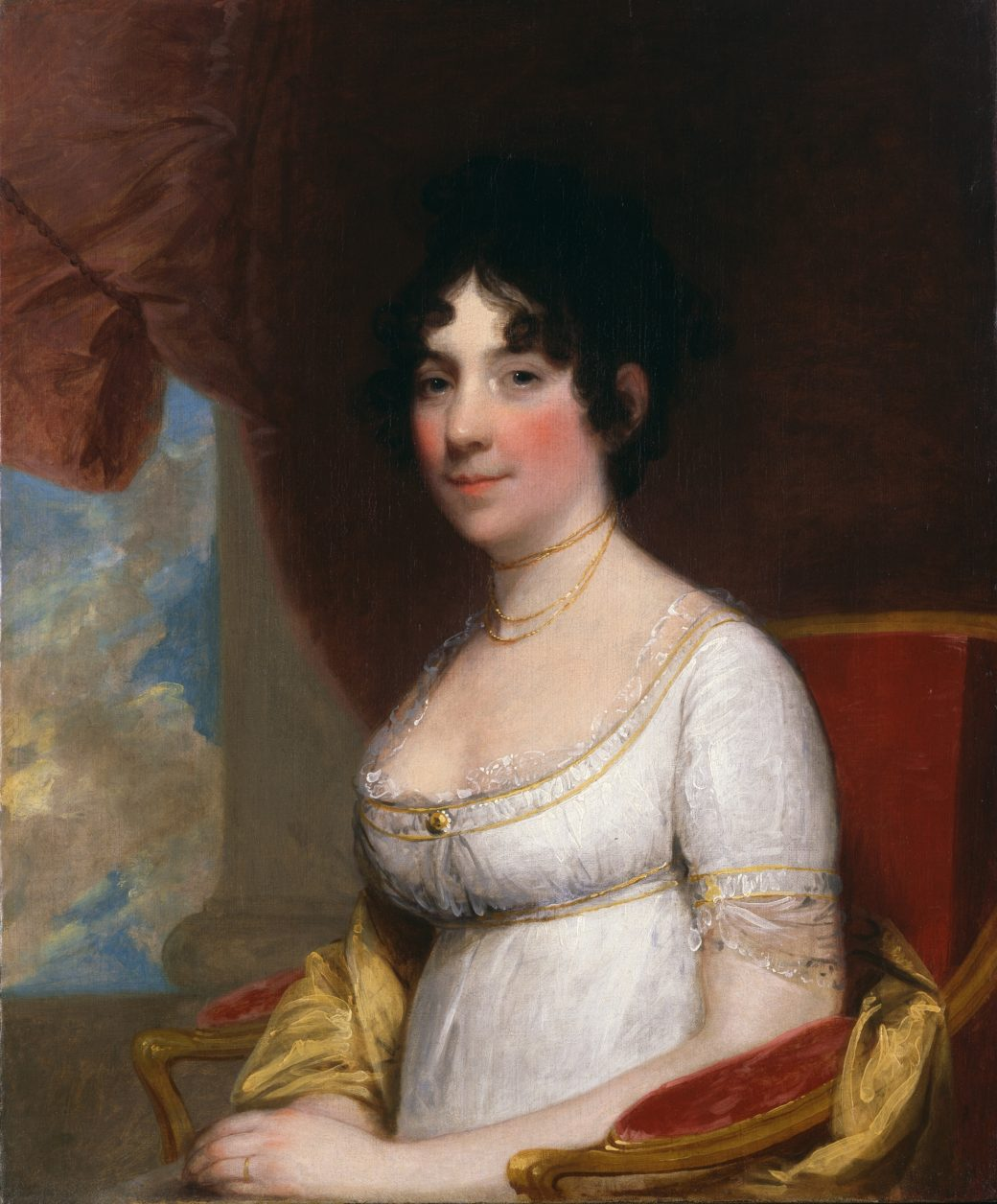
Se dice que Dolley Madison fue la primera esposa de un presidente en ser llamada "Primera Dama" (en su funeral en 1849).

Según reportes, Dolley Madison fue denominada como "primera dama" en 1849 durante su funeral, en un panegírico pronunciado por el presidente Zachary Taylor; sin embargo, no existe ningún registro escrito de este elogio, ni ninguno de los periódicos de su época se refirió a ella con ese título. En algún momento después de 1849, el título comenzó a usarse en los círculos sociales de Washington D. C. Uno de los primeros ejemplos escritos conocidos proviene del 3 de noviembre de 1863, de la entrada del diario de William Howard Russell, en la que se refirió a los chismes sobre "la Primera Dama en la Tierra", refiriéndose a Mary Todd Lincoln. El título ganó reconocimiento nacional por primera vez en 1877, cuando la periodista Mary C. Ames se refirió a Lucy Webb Hayes como "la Primera Dama de la Tierra" mientras informaba sobre la inauguración de Rutherford B. Hayes. Los frecuentes informes sobre las actividades de Lucy Hayes ayudaron a difundir el uso del título fuera de Washington. Una comedia popular de 1911 sobre Dolley Madison del dramaturgo Charles Nirdlinger, titulada La primera dama en la tierra, popularizó aún más el título. En la década de 1930, se usaba ampliamente. El uso del título luego se propagó de los Estados Unidos a otras naciones.
El acrónimo FLOTUS a veces se utiliza para denominar a la "primera dama de los Estados Unidos", por analogía a las más conocidas siglas "POTUS" por "presidente de los Estados Unidos".
La esposa del vicepresidente de los Estados Unidos a veces se denomina la segunda dama de los Estados Unidos, pero este título es mucho menos común. El término "primera dama" se utiliza también para describir a la esposa del Jefe de Gobierno de otros ejecutivos o una mujer que ha actuado como un importante símbolo para alguna actividad, por ejemplo, Aretha Franklin ha sido llamada "la Primera Dama del Soul". La actual primera dama es Melania Trump.

## Rol

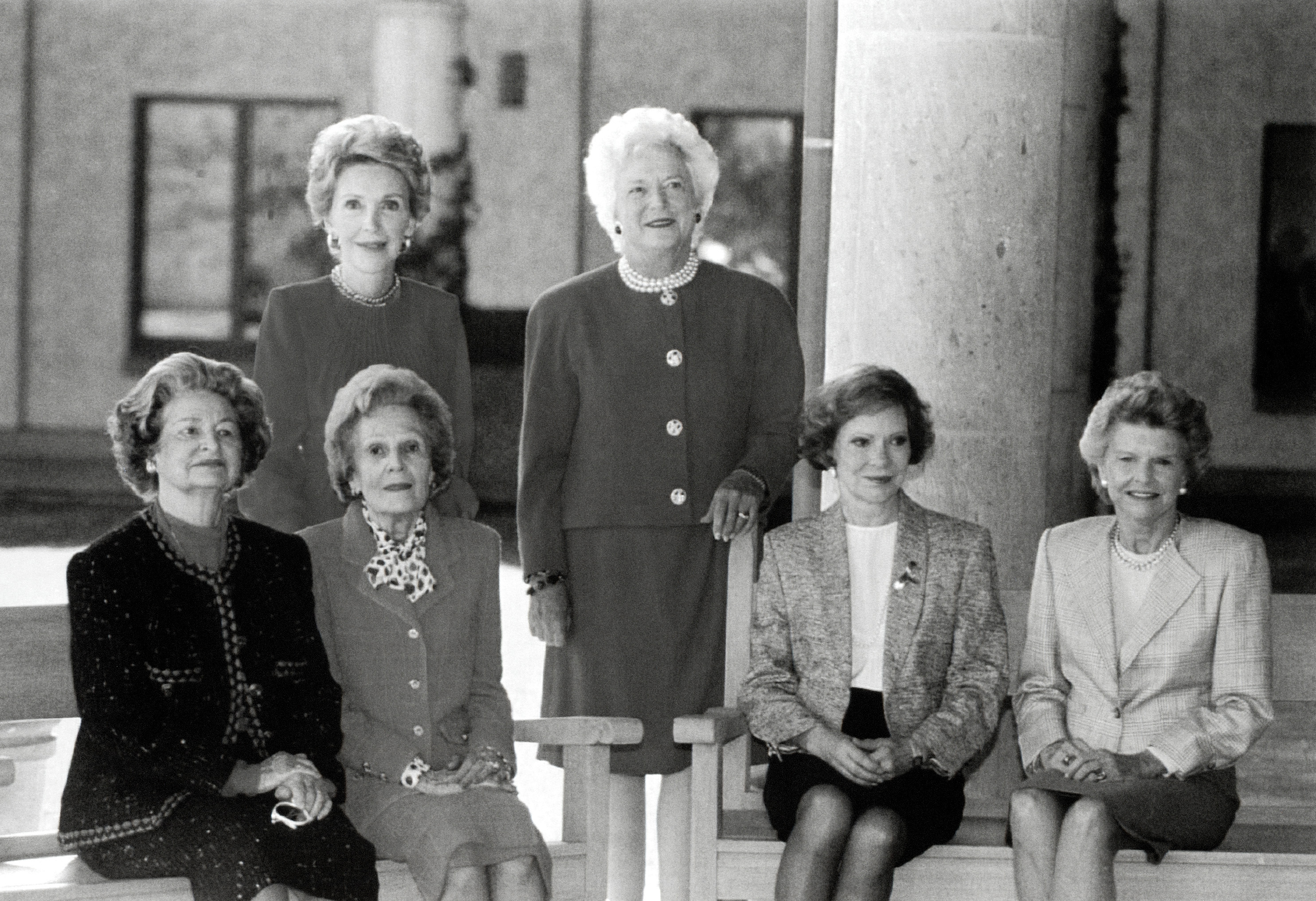
Las primeras damas Lady Bird Johnson, Pat Nixon, Nancy Reagan, Barbara Bush, Rosalynn Carter, y Betty Ford en la dedicación de la Biblioteca Presidencial de Ronald Reagan en noviembre de 1991.

El cargo de primera dama no responde a un mandato popular y solo conlleva deberes ceremoniales. No obstante, las primeras damas han ocupado un puesto muy visible en la sociedad estadounidense. El papel de la primera dama ha evolucionado a lo largo de los siglos. Ella es, ante todo, la anfitriona de la Casa Blanca. Organiza y asiste a ceremonias oficiales y funciones de Estado junto con el presidente o en su representación. Lisa Burns identifica cuatro grandes fases sucesivas de la posición de primera dama: como mujer pública (1900-1929); como celebridad política (1932-1961); como activista política (1964-1977); y como intrusa política (1980-2001).
Martha Washington creó el cargo y organizó muchos asuntos de estado en la capital nacional (Nueva York y Filadelfia). Esta socialización se conoció como la Corte Republicana y brindó a las mujeres de élite oportunidades para desempeñar papeles políticos entre bastidores. Tanto Martha Washington como Abigail Adams fueron tratadas como si fueran "damas" de la corte real británica.
Dolley Madison popularizó la posición participando en esfuerzos para ayudar a los huérfanos y las mujeres, vistiéndose con moda elegante y atrayendo la cobertura de los periódicos, y arriesgando su vida para salvar tesoros icónicos durante la Guerra de 1812. Madison estableció el estándar para las primeras damas y sus acciones fueron el modelo para casi todas ellas hasta Eleanor Roosevelt en la década de 1930. Roosevelt viajó mucho y habló con muchos grupos, a menudo expresando opiniones personales a la izquierda del presidente. Escribió una columna de periódico semanal y condujo un programa de radio. Jacqueline Kennedy dirigió un esfuerzo para redecorar y restaurar la Casa Blanca. 

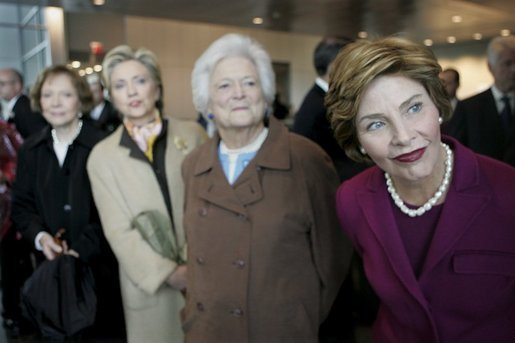
De izquierda a derecha: Rosalynn Carter, la entonces Senadora Hillary Clinton, Barbara Bush y la primera dama Laura Bush en el Parque y Centro Presidencial William J.Clinton en 2004.

Muchas primeras damas se convirtieron en importantes creadoras de tendencias en la moda. Algunas han ejercido cierto grado de influencia política en virtud de ser una importante asesora del presidente.
En el transcurso del siglo XX, se hizo cada vez más común que las primeras damas seleccionaran causas específicas para promover, generalmente aquellas que no fueran políticamente divisivas. Es común que la primera dama contrate personal para apoyar estas actividades. Lady Bird Johnson fue pionera en la protección del medio ambiente y el embellecimiento de áreas públicas. Pat Nixon alentó el voluntariado y viajó mucho al extranjero; Betty Ford respaldó los derechos de la mujer; Rosalynn Carter ayudó a las personas con discapacidades mentales; Nancy Reagan fundó la campaña de concientización sobre drogas Just Say No; Barbara Bush promovió la alfabetización; Hillary Clinton buscó reformar el sistema de salud en los Estados Unidos; Laura Bush apoyó a los grupos de derechos de las mujeres y fomentó la alfabetización infantil. Michelle Obama se identificó con el apoyo a las familias militares y la lucha contra la obesidad infantil; y Melania Trump utilizó su puesto para ayudar a los niños, incluida la prevención del ciberacoso y el apoyo a aquellos cuyas vidas se ven afectadas por las drogas.
Desde 1964, las ex primeras damas en ejercicio y todas las que viven son miembros honorarios de la junta de fideicomisarios del Centro Cultural Nacional, el Centro John F. Kennedy para las Artes Escénicas.
Adicionalmente, muchas han tomado un rol activo en realizar campañas de apoyo al presidente. Hillary Rodham Clinton, la esposa de Bill Clinton fue un paso más allá y durante un tiempo se le dio un empleo formal para desarrollar reformas al sistema de salud. 
Cerca del final de la presidencia de su esposo, Clinton se convirtió en la primera primera dama en buscar un cargo político, cuando postuló para el Senado de los Estados Unidos. Durante la campaña, su hija Chelsea asumió gran parte del papel de primera dama. Victoriosa, Clinton se desempeñó como senadora júnior por Nueva York de 2001 a 2009, siendo hasta la fecha la única esposa de un presidente en haber sido elegida como representante en el Congreso norteamericano. Renunció a dicha posición para convertirse en secretaria de estado del presidente Obama, luego de su primera candidatura presidencial en 2008. Más tarde, fue la candidata presidencial del Partido Demócrata en las elecciones de 2016, pero perdió ante Donald Trump.

## Oficina de la primera dama

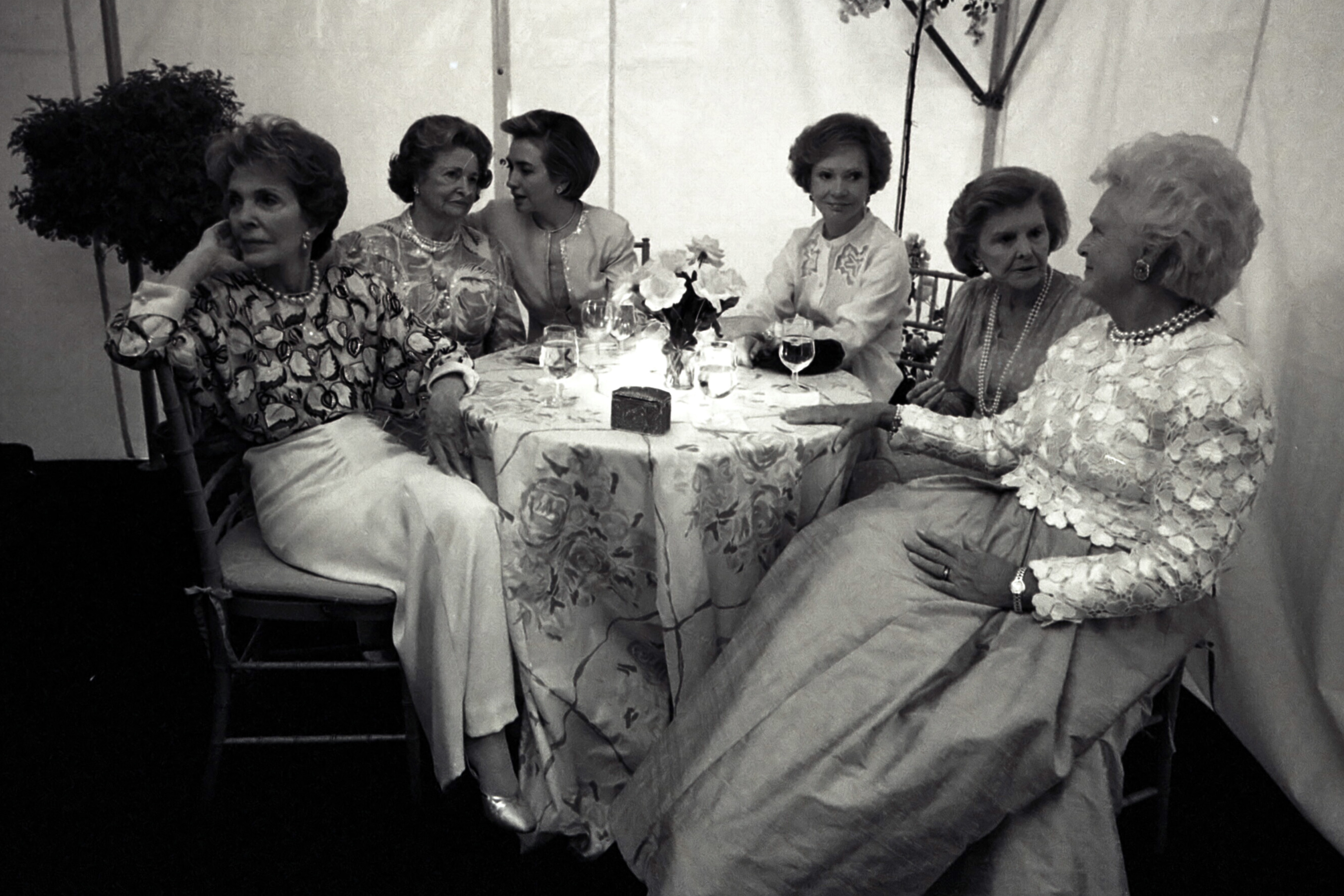
Las primeras damas (de izquierda a derecha) Nancy Reagan, Lady Bird Johnson, Hillary Rodham Clinton, Rosalynn Carter, Betty Ford y Barbara Bush, en el "National Garden Gala, Homenaje a las primeras damas de Norteamérica". Jacqueline Kennedy Onassis, ausente debido a problemas de salud, murió una semana después de haberse tomado esta fotografía.

La Oficina de la primera dama de Estados Unidos es la entidad que se encarga de organizar y coordinar las funciones de la primera dama como anfitriona de la Residencia Ejecutiva, y también está a cargo de todos los eventos sociales y ceremoniales de la Casa Blanca. La primera dama tiene su propio personal que incluye un jefe de personal, un secretario de prensa, el secretario social de la Casa Blanca y un diseñador floral en jefe. La Oficina de la primera dama es una sección de la Oficina de la Casa Blanca, una rama de la Oficina Ejecutiva del Presidente. Está ubicada en el ala este.
El personal de la Oficina de la primera dama (OFL) es responsable ante la primera dama de los Estados Unidos. La Oficina y sus responsabilidades, aunque no tienen un mandato constitucional, han crecido a medida que el papel de la primera dama ha crecido y se ha formalizado a lo largo de la historia de los Estados Unidos. 
Cuando la primera dama Hillary Clinton decidió postularse para senadora de Nueva York, dejó de lado sus deberes como primera dama y se mudó a Chappaqua, Nueva York, para establecer su residencia estatal. Reanudó sus funciones como primera dama después de ganar su campaña senatorial, y retuvo sus deberes como primera dama y senadora de los Estados Unidos al mismo tiempo durante el traslape de diecisiete días antes de que terminara el mandato de Bill Clinton.
Existe una fuerte tradición que se opone a que la primera dama posea un empleo mientras su esposo se encuentra en funciones. A pesar de las importantes responsabilidades que suele asumir, la primera dama no recibe un salario. Esto ha sido criticado tanto por Ronald Reagan como por Barack Obama.

## Causas e iniciativas
La primera dama a menudo participa en obras de carácter humanitario y de caridad. Durante mediados del siglo XX, se hizo común que las primeras damas adoptaran causas específicas de las que hablaran con frecuencia, por lo general aquellas que no generen divisiones partidarias. También se hizo común que la primera dama contratara personal para apoyar su agenda. Las causas recientes de la posición de primera dama han sido las siguientes:
- Eleanor Roosevelt: derechos de la mujer, derechos civiles y esfuerzos humanitarios.
- Jacqueline Kennedy: restauración de la Casa Blanca y las artes.
- Lady Bird Johnson: protección del medio ambiente y embellecimiento de áreas públicas.
- Pat Nixon: voluntariado
- Betty Ford: derechos de la mujer, abuso de sustancias.
- Rosalynn Carter: salud mental.
- Nancy Reagan: concienciación sobre las drogas (campaña "Solo di no").
- Barbara Bush: alfabetización infantil.
- Hillary Clinton: atención de salud, derechos de la mujer, restauración de la Casa Blanca.
- Laura Bush: alfabetización infantil.
- Michelle Obama: reducción de la obesidad infantil (campaña "¡Vamos a movernos!").
- Melania Trump: concienciación sobre el ciberacoso (campaña "Sé mejor").
- Jill Biden: familias militares (campaña "Unir fuerzas").[23]

## Ex primeras damas vivas
A enero de 2025, hay cuatro ex primeras damas vivas, identificadas a continuación.

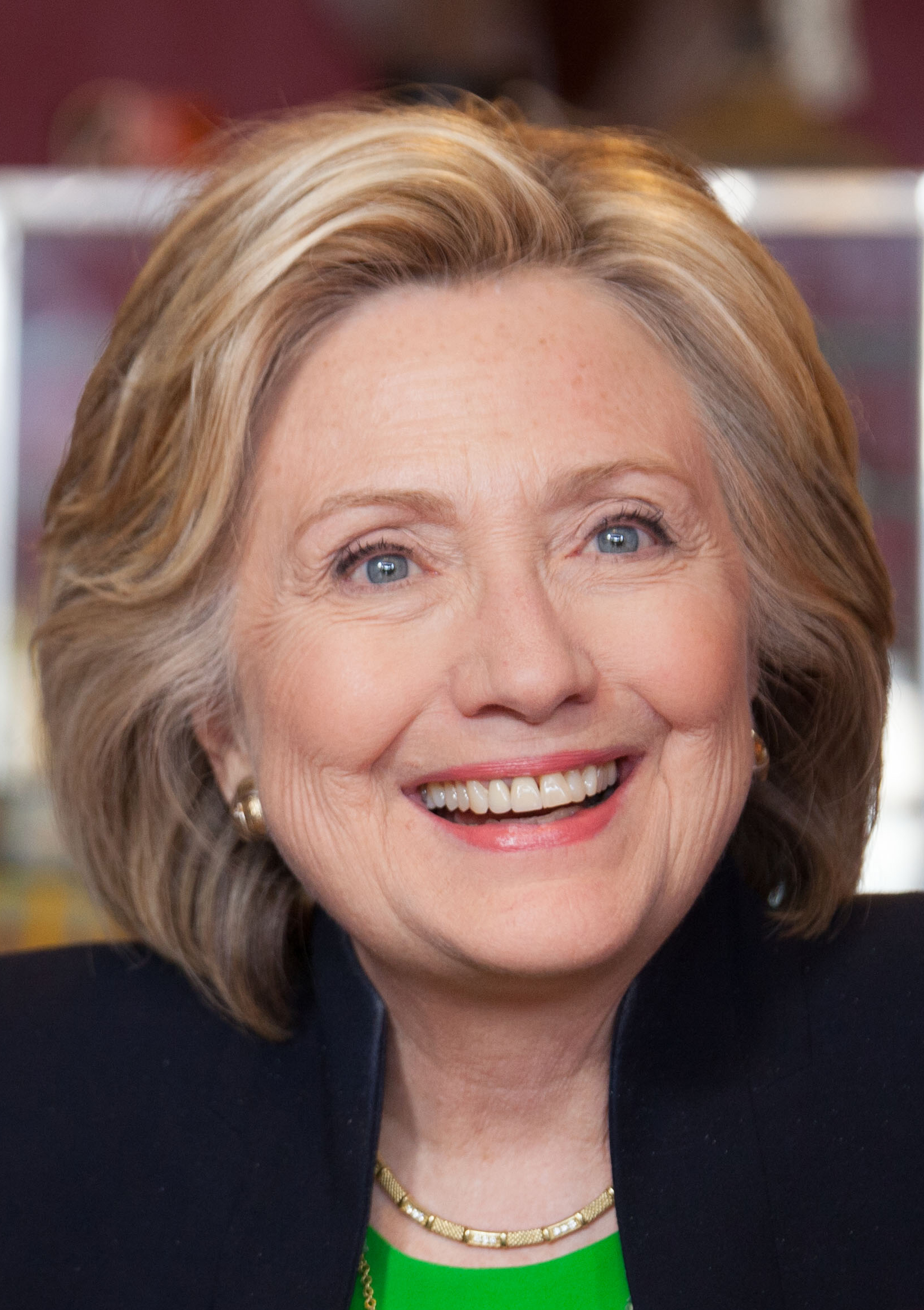
Hillary Clinton Servicio: 1993-2001 Nació en 1947 (77 años) Esposa de Bill Clinton
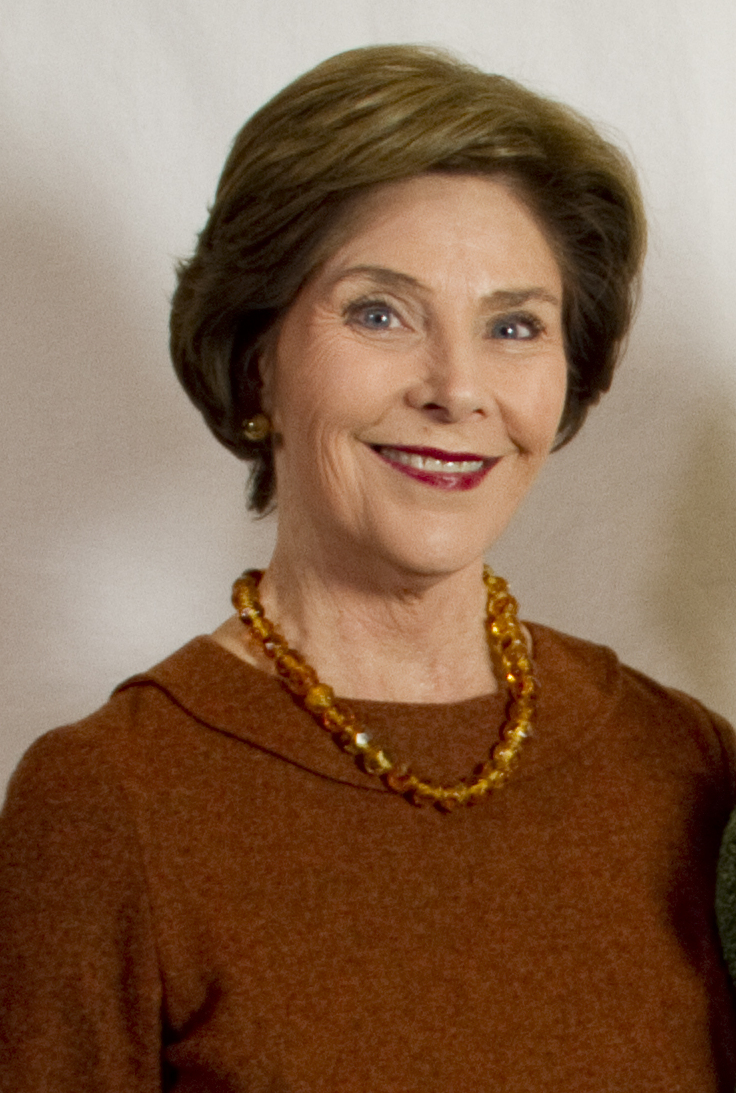
Laura Bush Servicio: 2001-2009 Nació en 1946 (78 años) Esposa de George W. Bush
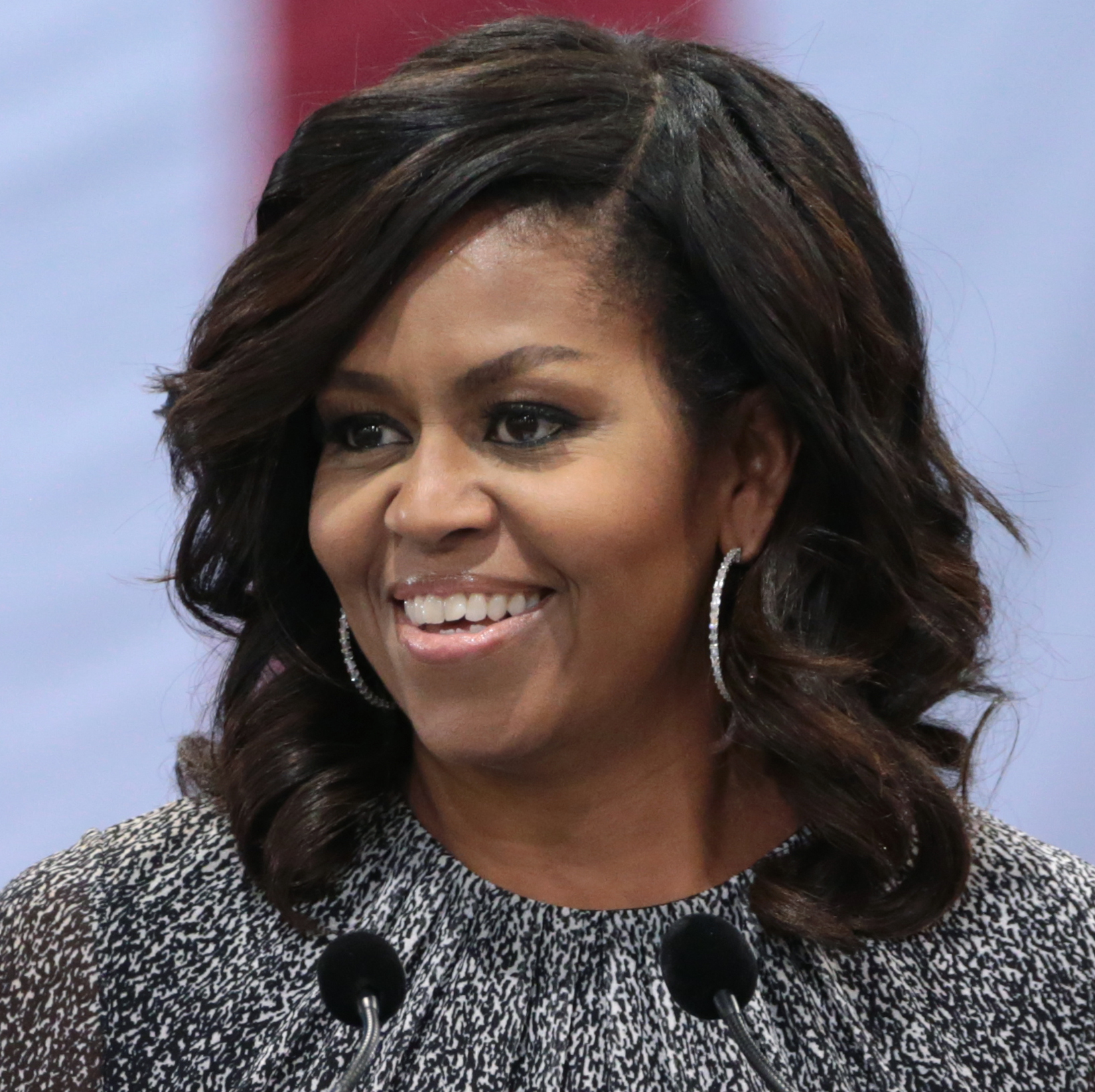
Michelle Obama Servicio 2009-2017 Nació en 1964 (61 años) Esposa de Barack Obama
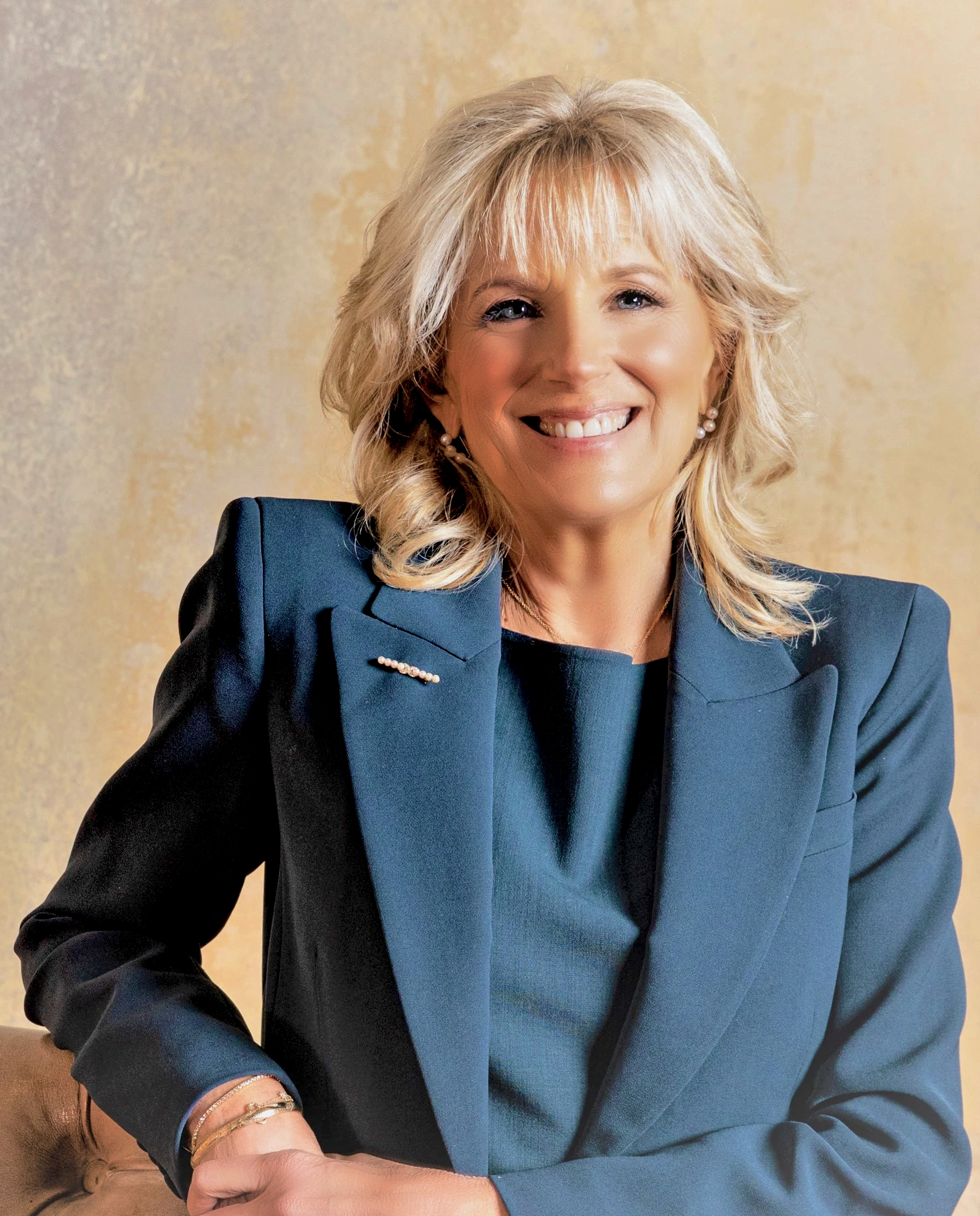
Jill Biden Servicio 2021-2025 Nació en 1951 (74 años) Esposa de Joe Biden

La ex primera dama que falleció más recientemente fue Rosalynn Carter (en servicio, 1977-1981), el 19 de noviembre de 2023, a la edad de 96 años. El mayor número de ex primeras damas que vivieron al mismo tiempo fue de diez, lo que ocurrió durante dos ocasiones.
- 2 de junio de 1886 al 23 de agosto de 1887, cuando Sarah Yorke Jackson, Priscilla Cooper Tyler, Julia Gardiner Tyler, Sarah Childress Polk, Harriet Lane, Julia Grant, Lucy Webb Hayes, Lucretia Garfield, Mary Arthur McElroy y Rose Cleveland estaban todas con vida.
- 4 de marzo al 25 de junio de 1889, cuando Priscilla Cooper Tyler, Julia Gardiner Tyler, Sarah Childress Polk, Harriet Lane, Julia Grant, Lucy Webb Hayes, Lucretia Garfield, Mary Arthur McElroy, Rose Cleveland y Frances Folsom Cleveland Preston vivían.